# ブラッド・レンフロ
ブラッド・レンフロ（Brad Renfro、本名：Brad Barron Renfro、1982年7月25日 - 2008年1月15日）は、アメリカ合衆国の俳優。代表作『ゴールデンボーイ』『BULLY ブリー』。

## 生涯

### 生い立ち
テネシー州ノックスビル出身。母アンジェラと父マークは青写真工場で働いていた。幼少期は父が麻薬に浸かっていたため、貧しい生活をおくっていたが、5歳の頃に両親が離婚したのを契機に父方の祖母に引き取られ、育てられる。
趣味はギターを演奏することや詩・小説を書くことで、特に物語を作ることに関しては幼い頃からその才能を開花させ、自らドラッグ禁止キャンペーンのCMシナリオを書き上げ、売人役で出演した。それを見た警察官が彼の演技を高く評価し、『依頼人』のオーディションを受けることを勧められ、5,000人の応募者の中から主演に選ばれる。彼を見出したキャスティングディレクターは『ターミネーター2』で一躍有名になったエドワード・ファーロングを見出した人物でもある。

### 俳優活動
デビュー当初は少年俳優特有の容姿から特に女性からの支持を多く集めた。『依頼人』に続く『マイ・フレンド・フォーエバー』、『17 セブンティーン』などの映画でも主役・準主役級で立て続けに出演。1998年の映画『ゴールデンボーイ』での演技が評価され、第11回東京国際映画祭 最優秀男優賞を受賞した。また、ドラッグに溺れたことから一時キャリアが低迷したが、『BULLY ブリー』では主演兼アシスト・プロデューサーを務め、大きな反響を呼び、来日を実現させた。また、俳優業のかたわら「フローダッドバンド」（Frodad）というバンドのボーカル、作詞、ギターも務めていた。

### 騒動
プライベートでは問題が多く、1998年にコカインやマリファナ所持で逮捕、2001年にヨットを盗もうとして逮捕され2年間の保護観察と罰金を科せられた。2001年には未成年の飲酒で、2002年には飲酒運転・免許を持たずに運転して逮捕。2005年にはヘロインを購入しようとして逮捕されている。2006年には飲酒運転で10日間収監。また、2007年には18か月から3年にわたる薬物治療プログラムへの参加が確認されていないことが発覚した。

### 死
2008年1月15日、ロサンゼルスの自宅で急死、25歳没。死因は、ヘロインの過剰摂取である。なお彼の死から3週間たたずに、育ての親であり彼を溺愛していた祖母のジョアンも死去（自然死）した。最後の出演作は『インフォーマーズ セックスと偽りの日々』。

## 私生活
フォスター・ザ・ピープルのマークとはルームメイトであった。マークはブラッドの死に際して「ダウンタウン」という曲を書き上げている。
日本人女性との間に息子を儲けている。

## 主な出演作

### 映画
| 公開年 | 邦題 原題                                           | 役名                             | 備考       |
| ------ | --------------------------------------------------- | -------------------------------- | ---------- |
| 1994   | 依頼人 The Client                                   | マーク                           |            |
| 1995   | マイ・フレンド・フォーエバー The Cure               | エリック                         |            |
| 1995   | トム・ソーヤーの大冒険 Tom and Huck                 | ハックルベリー・フィン           |            |
| 1996   | スリーパーズ Sleepers                               | マイケル・サリヴァン（少年時代） |            |
| 1997   | 17 セブンティーン Telling Lies in America           | チャッキー                       |            |
| 1998   | ゴールデンボーイ Apt Pupil                          | トッド・ボウデン                 |            |
| 2000   | 誘惑の接吻 Skipped Parts                            | Dothan Talbot                    |            |
| 2001   | The Theory of the Leisure Class                     | ビリー                           | 日本未公開 |
| 2001   | Happy Campers                                       | ウィチタ                         | 日本未公開 |
| 2001   | Tart                                                | ウィリアム                       | 日本未公開 |
| 2001   | BULLY ブリー Bully                                  | マーティ                         |            |
| 2001   | ゴーストワールド Ghost World                        | ジョシュ                         |            |
| 2002   | デュースワイルド Deuces Wild                        | ボビー                           |            |
| 2002   | American Girl                                       | ジェイ                           |            |
| 2003   | The Job                                             | トロイ                           | 日本未公開 |
| 2004   | Mummy an' the Armadillo                             | ワイアット                       | 日本未公開 |
| 2005   | ジャケット The Jacket                               | ストレンジャー                   |            |
| 2006   | 10th & Wolf                                         | ヴィンセント                     | 日本未公開 |
| 2008   | インフォーマーズ セックスと偽りの日々 The Informers | ジャック                         |            |

### CM
- バイオハザード2（1998年）